# Отпјер ле Шателе
Отпјер ле Шателе (фр. Hautepierre-le-Châtelet) насеље је и општина у источној Француској у региону Франш-Конте, у департману Ду која припада префектури Безансон.
По подацима из 2011. године у општини је живело 96 становника, а густина насељености је износила 9,99 становника/km². Општина се простире на површини од 9,61 km². Налази се на средњој надморској висини од 790 метара (максималној 903 m, а минималној 710 m).

## Демографија
| 1962. | 1968. | 1975. | 1982. | 1990. | 1999. | 2011. |
| ----- | ----- | ----- | ----- | ----- | ----- | ----- |
| 98    | 103   | 104   | 102   | 101   | 80    | 96    |

График промене броја становника у току последњих година